# Tarakan (Stadt)

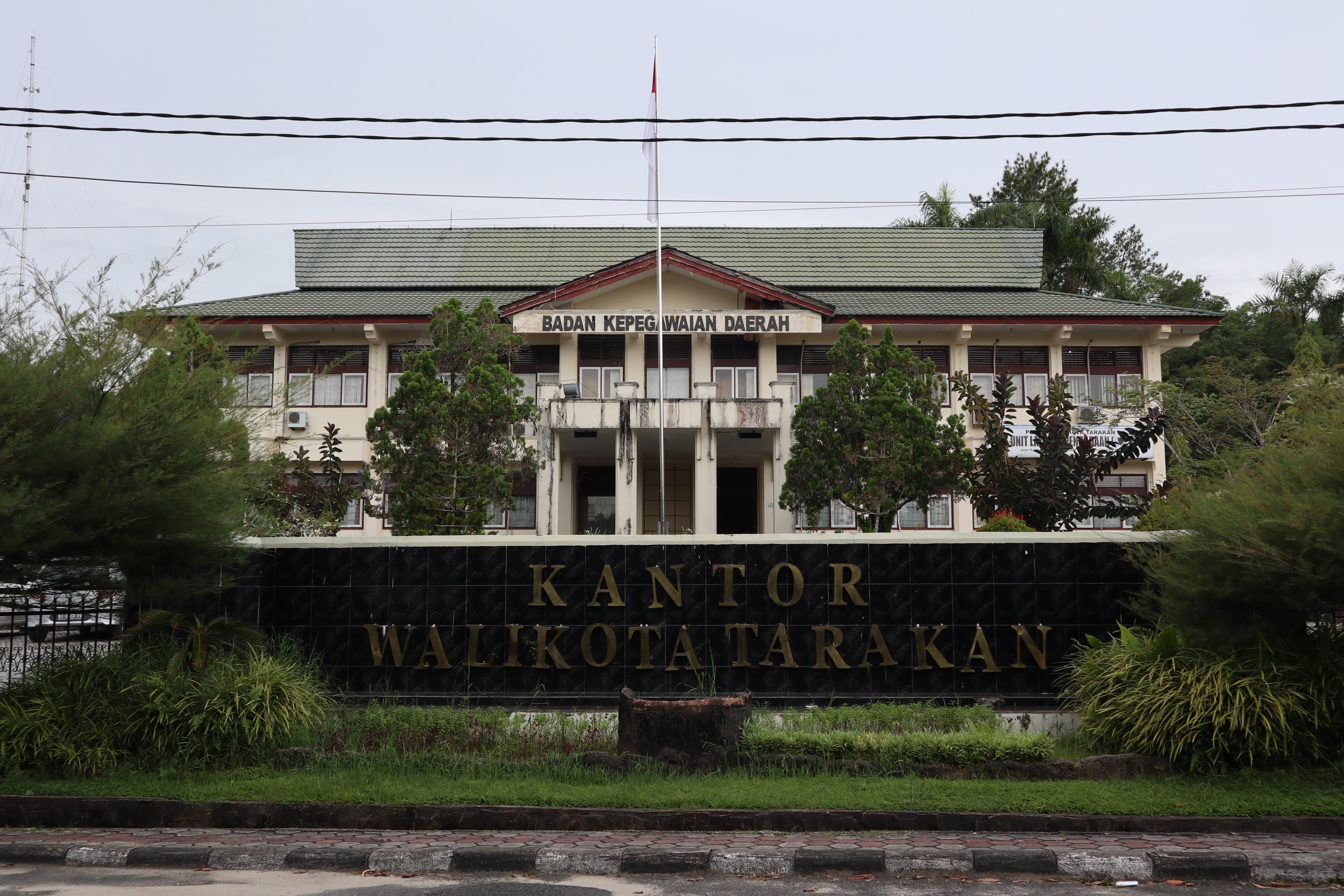
Das Verwaltungsgebäude

Tarakan ist eine Stadt auf der gleichnamigen kleinen Insel Tarakan, vorgelagert dem indonesischen Teil der Hauptinsel Borneo (seit der Unabhängigkeit Indonesiens Kalimantan genannt). Auf der Nordostseite Kalimantans gelegen, gehört die Stadt zur Provinz Kalimantan Utara (Nordborneo). Die Stadt liegt an der Küste der Celebessee, knapp 50 km südlich der Grenze zum malaysischen Bundesstaat Sabah.

## Geographie
Die Stadt ist die kleinste der 5 Verwaltungseinheiten der 2. Ebene (Kabupaten und Kota) und belegt 0,36 Prozent der Provinzfläche. In der Region Kalimantan (6 Provinzen) entspricht dies Rang 6 (0,47 ‰) von allen 9 autonomen Städten (Kota). Zum Stadtgebiet gehören noch 406,53 km² Seefläche, insgesamt also 657,33 (Angaben von 2020).

### Lage
Das Stadtgebiet umfasst die gesamte Insel Tarakan und die westlich gelegene Insel Sadau (Pulau Sadau, ca. 40 ha groß), die administrativ zum Kelurahan Karang Harapan (Kabupaten Tarakan Barat) gehört. Tarakan ist auf Marschland gebaut, ein Teil der Stadt steht auf Pfählen, die ins Meer reichen bzw. in den Fluss gebaut sind.
Die Stadt erstreckt sich zwischen 3° 14′ 18,97″ und 3° 26′ 36,29″ n. Br. sowie zwischen 117° 30′ 52,70″ und 117° 40′ 08,78″ ö. L.

### Wetter und Klima
Tarakan liegt nördlich des Äquators, hier herrscht wie im übrigen Indonesien tropisches Regenwaldklima (feuchttropisches Klima). Die trockene Jahreszeit (Juni bis September) und die Regenzeit (August bis November) gehen fließend ineinander über.
|                        | Jan  | Feb  | Mär  | Apr  | Mai  | Jun  | Jul  | Aug  | Sep  | Okt  | Nov  | Dez  |   |      |
| Mittl. Temperatur (°C) | 27,3 | 27,8 | 27,6 | 28,1 | 28,2 | 28,0 | 27,6 | 27,8 | 27,7 | 27,6 | 27,6 | 27,2 | ⌀ | 27,7 |
| Mittl. Tagesmax. (°C)  | 31,2 | 31,9 | 31,3 | 32,1 | 31,7 | 31,6 | 31,6 | 32,1 | 31,7 | 31,6 | 31,9 | 31,3 | ⌀ | 31,7 |
| Mittl. Tagesmin. (°C)  | 24,8 | 25,0 | 24,8 | 24,1 | 25,1 | 25,1 | 24,6 | 24,6 | 24,8 | 24,4 | 24,5 | 24,2 | ⌀ | 24,7 |
|                        |      |      |      |      |      |      |      |      |      |      |      |      |   |      |
| Niederschlag (mm)      | 434  | 138  | 367  | 341  | 531  | 269  | 388  | 259  | 426  | 337  | 396  | 457  | Σ | 4343 |
|                        |      |      |      |      |      |      |      |      |      |      |      |      |   |      |
| Regentage (d)          | 20   | 12   | 25   | 25   | 25   | 26   | 25   | 22   | 27   | 21   | 27   | 27   | Σ | 282  |
|                        |      |      |      |      |      |      |      |      |      |      |      |      |   |      |
| Luftfeuchtigkeit (%)   | 86,1 | 81,8 | 85,5 | 84,2 | 86,7 | 85,8 | 84,9 | 83,8 | 85,5 | 85,5 | 86,3 | 86,6 | ⌀ | 85,2 |

| 24,8 |

| 25,0 |

| 24,8 |

| 24,1 |

| 25,1 |

| 25,1 |

| 24,6 |

| 24,6 |

| 24,8 |

| 24,4 |

| 24,5 |

| 24,2 |

| 24,8 |

| 25,0 |

| 24,8 |

| 24,1 |

| 25,1 |

| 25,1 |

| 24,6 |

| 24,6 |

| 24,8 |

| 24,4 |

| 24,5 |

| 24,2 |

### Verwaltungsgliederung
Administrativ untergliedert sich die Stadt in vier nach den Himmelsrichtungen benannte Distrikte (indonesisch Kecamatan) mit 20 städtisch geprägten Dörfern bzw. Stadtvierteln (indonesisch Kelurahan).
| Code 1)  | Kecamatan Distrikt | Fläche (km²) | Einw. Zensus 2010 2) | Volkszählung 2020 3) | Volkszählung 2020 3) | Volkszählung 2020 3) | Anzahl der Kelurahan |
| Code 1)  | Kecamatan Distrikt | Fläche (km²) | Einw. Zensus 2010 2) | Einw. 3)             | Dichte 4)            | Sex Ratio 5)         | Anzahl der Kelurahan |
| -------- | ------------------ | ------------ | -------------------- | -------------------- | -------------------- | -------------------- | -------------------- |
| 65.71.01 | Tarakan Barat      | 58,01        | 67.749               | 81.803               | 1.410,2              | 106,54               | 5                    |
| 65.71.02 | Tarakan Tengah00   | 55,54        | 60.608               | 69.742               | 1.255,7              | 108,26               | 5                    |
| 65.71.03 | Tarakan Timur      | 27,89        | 42.973               | 58.504               | 2.097,7              | 108,44               | 7                    |
| 65.71.04 | Tarakan Utara      | 109,35       | 22.040               | 32.737               | 299,4                | 109,81               | 3                    |
| 65.71    | Kota Tarakan       | 250,80       | 193.370              | 242.786              | 968,0                | 107,93               | 20                   |

## Geschichte

### Schlacht von Tarakan (1942)

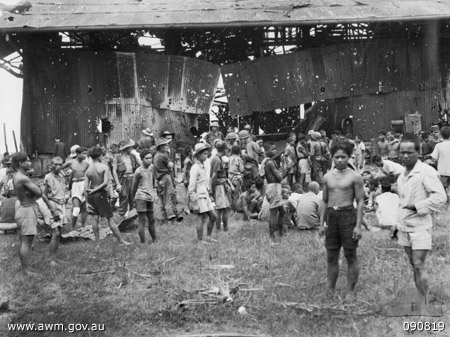
Flüchtlingslager (1945)

Bereits zum Jahreswechsel 1940/1941 hatten die Niederlande dem Kaiserreich Japan den Krieg erklärt. Am 11. Januar begann der Krieg der Japaner gegen die von den Niederländern besetzte Region. Das über die KNIL verteidigte Gebiet (Niederländisch-Ostindien) musste jedoch bereits am 12. Januar desselben Jahres an die japanischen Truppen übergeben werden. Die Okkupanten schätzten die mit Sumpf, Urwald und Undurchdringlichkeit durchzogene Insel wegen ihrer vielen Ölquellen und den Raffinerierungsmöglichkeiten, vor allem aber den für den Zu- und Abtransport günstigen nahen Flughafen. Tarakan blieb bis zum Kriegsende im Mai 1945 von den Japanern besetzt. Diese Zeit war für die Bevölkerung geprägt von Nahrungsmittelknappheit und Unterernährung.

### Schlacht von Tarakan (1945)
Im Mai 1945 wurde die Stadt in einer zweiten Schlacht von der australischen 26. Brigadegruppe von der japanischen Vorherrschaft befreit. Am 1. Mai startete die Invasion mit dem Codenamen Operation Oboe One. Diese Schlacht dauerte kaum einen Monat und endete bereits am 25. desselben Monats. Ziel der Operation war es, die Ölfelder der Region rückzusichern und eine strategische Ausgangsposition zu erstellen für potentielle Luftunterstützungen in Richtung Flores, Brunei oder auch Städte der Ostküste Borneos. Die Stadt Tarakan musste schnell gesichert werden, wozu insbesondere die Sicherung des Flughafens zählte. Mit dieser Kampagne setzten die Alliierten im Rahmen des Zweiten Weltkrieges den Schlusspunkt der Auseinandersetzungen im fernöstlichen Pazifikraum. Die für die Australier erfolgreichen Kämpfe forderten Tote im Verhältnis 1:6.
In einer zweiten Invasion schloss sich für einen ähnlich lange andauernden Zeitraum die Operation Oboe two an, zur Rettung der Stadt Balikpapan.
Die durch das Regierungsverordnung Nr. 47 des Jahres 1981 (indonesisch Peraturan Pemerintah Nomor 47 Tahun 1981) geschaffene Verwaltungsstadt (indonesisch Kota Administratif) Tarakan wird mit dem Gesetz 29/1997 zur Gemeinde (indonesisch Kotamadya) erhoben und erhält den Status einer autonomen Stadt (Kota). Gleichzeitig wird mit der Bildung der autonomen Stadt zu den zwei vorhandenen Distrikten (Barat und Timur), ein dritter hinzugefügt (Tengah). Der vierte Distrikt (Utara) folgte zwei Jahre später.

## Demografie
Das Gebiet ist dünn besiedelt. Hauptsächlich finden sich etliche malaiische Volksgruppen, Chinesen und Dayak. Tarakan ist die bevölkerungsreichste Einheit der 2. Ebene in der Provinz Timur Utara. Sie belegt ein Drittel von selbiger (33,25 %). In der Region Kalimantan entspricht dies Rang 7 bzw. 1,45 % der Regionsbevölkerung. Mit der höchsten Dichte in der Provinz (1007,8 Einwohner je Quadratkilometer) erreicht sie in der Region Platz 6 von 9 Städten (Angaben von Mitte 2024).
| Jahr    | Gesamt- Bevölkerung | Männer    | %       | Frauen    | %       | Sex Ratio 5) |
| 2000 a) | 116.995             | 62.256    | 53,21   | 54.739    | 46,79   | 113,73       |
| 2005 b) | 155.716             | 84.074    | 53,99   | 71.642    | 46,01   | 117,35       |
| 2010 a) | 193.370             | 101.518   | 52,50   | 91.852    | 47,50   | 110,52       |
| 2015 b) | (639.639)           | (340.463) | (53,23) | (299.176) | (46,77) | (113,80)     |
| 2020 a) | 242.786             | 126.021   | 51,91   | 116.765   | 48,09   | 107,93       |
| 2021 c) | 245.701             | 127.365   | 51,84   | 118.336   | 48,16   | 107,63       |
| 2022 c) | 252.924             | 130.924   | 51,76   | 122.000   | 48,24   | 107,31       |
| 2023 c) | 249.960             | 129.365   | 51,75   | 120.595   | 48,25   | 107,27       |
| 2024 d) | 252.924             | 130.924   | 51,76   | 122.000   | 48,24   | 107,31       |

### Die Religionsverhältnisse zur Volkszählung 2020
| Kecamatan        | Mohammedaner | Mohammedaner | Protestanten | Protestanten | Katholiken | Katholiken | Hindu  | Hindu | Buddhisten | Buddhisten |
| Kecamatan        | Anzahl       | %            | Anzahl       | %            | Anzahl     | %          | Anzahl | %     | Anzahl     | %          |
| ---------------- | ------------ | ------------ | ------------ | ------------ | ---------- | ---------- | ------ | ----- | ---------- | ---------- |
| Tarakan Barat    | 67.680       | 78,97        | 11.731       | 13,69        | 4.070      | 4,75       | 55     | 0,06  | 2.127      | 2,48       |
| Tarakan Tengah00 | 66.451       | 89,09        | 4.687        | 6,28         | 2.358      | 3,16       | 34     | 0,05  | 1.037      | 1,39       |
| Tarakan Timur    | 57.476       | 95,61        | 2.112        | 3,51         | 388        | 0,65       | 8      | 0,01  | 128        | 0,21       |
| Tarakan Utara    | 25.137       | 75,33        | 6.251        | 18,73        | 1.953      | 5,85       | 13     | 0,04  | 17         | 0,05       |
| Kota Tarakan     | 216.744      | 85,40        | 24.781       | 9,76         | 8.769      | 3,46       | 110    | 0,04  | 3.309      | 1,30       |

### Soziale Daten 2020
| Merkmal                                                             | Kota Tarakan | 0Prov. Kalimantan Utara0 |
| ------------------------------------------------------------------- | ------------ | ------------------------ |
| Bevölkerung unterhalb der Armutsgrenze (Tsd.)00                     | 17,33        | 51,79                    |
| Anteil der „armen Bevölkerung“ (indonesisch Penduduk miskin) (%)000 | 06,24        | 06,80                    |
| Arbeitslosenrate (%)                                                | 05,86        | 04,97                    |
| Lebenserwartung bei der Geburt (Jahre)                              | 73,97        | 72,59                    |
| HDI-Index                                                           | 75,83        | 70,63                    |
| Analphabetenrate (in %, 15+ J.)                                     | 01,60        | 03,30                    |
| Anteil der Altersgruppen                                            | 0Real0       | 00.Prozentual0           |
| Kinder (<15 J.)                                                     | 065.9270     | 027,15                   |
| arbeitsfähige Bevölkerung (15–64 J.)                                | 166.4160     | 068,54                   |
| Rentner und Pensionäre (>65 J.)                                     | 010.4430     | 004,30                   |

### Aktuelle Daten der Bevölkerungsfortschreibung
Nachfolgende Tabelle gibt den Einwohnerstand nach Geschlecht vom Jahresende 2022 und 2023 sowie zur Jahresmitte 2024 wieder. Er resultiert aus den Ergebnissen der Fortschreibung durch die örtlichen Zivilregistrierungsbüros (Disdukcapil, indonesisch Dinas Kependudukan dan Pencatatan Sipil). Zu Vergleichszwecken wurden in den Spalten 2 bis 5 Daten der Volkszählung von 2020 hinzugefügt. Der aktuelle Einwohnerstand kann jederzeit in einer interaktiven Karte abgerufen werden.

| Kecamatan        | Zensus 2020 | Zensus 2020 | Zensus 2020 | Zensus 2020  | 2022 11)              | 2023 12)              | Mitte 2024 13) | Mitte 2024 13) | Mitte 2024 13) | Mitte 2024 13) | Mitte 2024 13) | Mitte 2024 13) |
| Kecamatan        | gesamt      | männlich    | weiblich    | Sex Ratio 5) | Einw. am 31. Dezember | Einw. am 31. Dezember | gesamt         | männlich       | weiblich       | Fläche 14)     | Dichte         | Sex Ratio 5)   |
| ---------------- | ----------- | ----------- | ----------- | ------------ | --------------------- | --------------------- | -------------- | -------------- | -------------- | -------------- | -------------- | -------------- |
| Tarakan Barat    | 81.803      | 42.196      | 39.607      | 106,54       | 84.608                | 83.494                | 84.608         | 43.542         | 41.066         | 29,57          | 2.861,3        | 106,03         |
| Tarakan Tengah00 | 69.742      | 36.254      | 33.488      | 108,26       | 70.623                | 70.148                | 70.623         | 36.591         | 34.032         | 58,56          | 1.206,0        | 107,52         |
| Tarakan Timur    | 58.504      | 30.437      | 28.067      | 108,44       | 61.750                | 60.982                | 61.750         | 31.997         | 29.753         | 57,86          | 1.067,2        | 107,54         |
| Tarakan Utara    | 32.737      | 17.134      | 15.603      | 109,81       | 35.943                | 35.336                | 35.943         | 18.794         | 17.149         | 104,99         | 342,3          | 109,59         |
| Kota Tarakan     | 242.786     | 126.021     | 116.765     | 107,93       | 252.924               | 249.960               | 252.924        | 130.924        | 122.000        | 250,98         | 1.007,7        | 107,31         |

## Verzeichnis der Kelurahan
Nachstehende Liste gibt den Einwohnerstand zum Zensus 2000, zum Jahresende für zwei ausgewählte Jahre sowie zur Jahresmitte 2024 für alle 20 Kelurahan in der Stadt Tarakan wieder. Die aktuellen Flächenangaben wurden einer Shape-Datei entnommen, da die Angaben bei den Quellen nicht verfügbar bzw. unglaubwürdig waren. Neben den Einwohnerzahlen sind auch deren Zugehörigkeiten zu den 4 übergeordneten Kecamatan aufgeführt, ebenso die errechneten Ergebnisse des Geschlechterverhältnisses. (Sex Ratio).

Als erste Spalte ist der Strukturcode des indonesischen Innenministeriums angegeben. Er gibt gleichfalls Aufschluss über die Zugehörigkeit der Dörfer zu den übergeordneten Verwaltungsebenen: Die ersten drei Zahlenpärchen werden durch Punkte getrennt und geben die Provinz, den Regierungsbezirk (Kabupaten) und den Distrikt (Kecamatan) an. Als letztes folgt nach einem weiteren Trennungspunkt der vierstellige „Dorfcode“ – wobei städtisch geprägte Kelurahan immer mit 1 und „normale“ (ländliche) Desa mit einer 2 beginnen. Die Statistikseiten von BPS (Badan Pusat Statistik) verwenden eine andere Nomenklatur, auf die hier nicht näher eingegangen werden soll, da sie nur bei den Volkszählungen Anwendung fand und findet. Die geklammerten Namen der Kecamatan stammen ebenfalls von der Volkszählung 2020 („Auseinanderschreibung“)-
Wie bei vorstehender Tabelle entstammen alle Daten der Fortschreibung ab dem Jahr 2021 durch die örtlichen Zivilregistrierungsbüros (Disdukcapil).
| Gebietskode   | Kelurahan             | Kecamatan        | Zensus 2000 | Bevölkerung am Jahresende | Bevölkerung am Jahresende | Bevölkerung zur Jahresmitte 2024 | Bevölkerung zur Jahresmitte 2024 | Bevölkerung zur Jahresmitte 2024 | Bevölkerung zur Jahresmitte 2024 | Bevölkerung zur Jahresmitte 2024 | Bevölkerung zur Jahresmitte 2024 |
| Gebietskode   | Kelurahan             | Kecamatan        | Zensus 2000 | 2022                      | 2023                      | gesamt                           | männlich                         | weiblich                         | Fläche km²                       | Dichte (Einw./km²)               | Sex Ratio (M*100 / F)            |
| ------------- | --------------------- | ---------------- | ----------- | ------------------------- | ------------------------- | -------------------------------- | -------------------------------- | -------------------------------- | -------------------------------- | -------------------------------- | -------------------------------- |
| 65.71.01.1001 | Karang Anyar          | Tarakan Barat    | 32.054      | 31.188                    | 31.448                    | 31.759                           | 16.352                           | 15.407                           | 659,02                           | 48,2                             | 106,13                           |
| 65.71.01.1002 | Karang Rejo           | Tarakan Barat    | 7.807       | 7.822                     | 7.983                     | 8.103                            | 4.204                            | 3.899                            | 69,11                            | 117,2                            | 107,82                           |
| 65.71.01.1003 | Karang Anyar Pantai00 | Tarakan Barat    | 22.039      | 21.951                    | 22.081                    | 22.361                           | 11.643                           | 10.718                           | 894,31                           | 25,0                             | 108,63                           |
| 65.71.01.1004 | Karang Balik          | Tarakan Barat    | 7.491       | 8.285                     | 8.600                     | 8.769                            | 4.460                            | 4.309                            | 64,94                            | 135,0                            | 103,50                           |
| 65.71.01.1005 | Karang Harapan        | Tarakan Barat    | 12.412      | 13.017                    | 13.382                    | 13.616                           | 6.883                            | 6.733                            | 1.269,52                         | 10,7                             | 102,23                           |
| 65.71.02.1001 | Kampung I Skip        | Tarakan Tengah00 | 12.592      | 12.716                    | 13.234                    | 13.517                           | 7.048                            | 6.469                            | 5.225,15                         | 2,6                              | 108,95                           |
| 65.71.02.1002 | Pamusian              | Tarakan Tengah00 | 15.533      | 14.988                    | 15.064                    | 15.231                           | 7.730                            | 7.501                            | 395,84                           | 38,5                             | 103,05                           |
| 65.71.02.1003 | Sebengkok             | Tarakan Tengah00 | 16.684      | 16.743                    | 16.651                    | 16.664                           | 8.567                            | 8.097                            | 130,26                           | 127,9                            | 105,80                           |
| 65.71.02.1004 | Selumit               | Tarakan Tengah00 | 6.715       | 6.828                     | 6.798                     | 6.739                            | 3.461                            | 3.278                            | 41,50                            | 162,4                            | 105,58                           |
| 65.71.02.1005 | Selumit Pantai        | Tarakan Tengah00 | 18.218      | 18.297                    | 18.401                    | 18.472                           | 9.785                            | 8.687                            | 62,83                            | 294,0                            | 112,64                           |
| 65.71.03.1001 | Lingkas Ujung         | Tarakan Timur    | 12.218      | 12.094                    | 12.236                    | 12.290                           | 6.422                            | 5.868                            | 161,50                           | 76,1                             | 109,44                           |
| 65.71.03.1002 | Gunung Lingkas        | Tarakan Timur    | 9.438       | 9.047                     | 9.118                     | 9.166                            | 4.670                            | 4.496                            | 201,61                           | 45,5                             | 103,87                           |
| 65.71.03.1003 | Kampung Empat         | Tarakan Timur    | 5.110       | 5.320                     | 5.409                     | 5.509                            | 2.806                            | 2.703                            | 415,24                           | 13,3                             | 103,81                           |
| 65.71.03.1004 | Kampung Enam          | Tarakan Timur    | 7.061       | 7.249                     | 7.307                     | 7.486                            | 3.826                            | 3.660                            | 993,05                           | 7,5                              | 104,54                           |
| 65.71.03.1005 | Mamburungan           | Tarakan Timur    | 10.333      | 10.971                    | 11.311                    | 11.452                           | 5.974                            | 5.478                            | 1.219,48                         | 9,4                              | 109,05                           |
| 65.71.03.1006 | Pantai Amal           | Tarakan Timur    | 10.397      | 10.287                    | 11.249                    | 11.443                           | 6.011                            | 5.432                            | 1.983,30                         | 5,8                              | 110,66                           |
| 65.71.03.1007 | Mamburungan           | Tarakan Utara    | 3.947       | 4.282                     | 4.352                     | 4.404                            | 2.288                            | 2.116                            | 811,80                           | 5,4                              | 108,13                           |
| 65.71.04.1001 | Timur Juata Laut      | Tarakan Utara    | 10.907      | 15.601                    | 16.218                    | 16.391                           | 8.539                            | 7.852                            | 7.617,09                         | 2,2                              | 108,75                           |
| 65.71.04.1002 | Juata Permai          | Tarakan Utara    | 15.048      | 10.763                    | 11.632                    | 11.907                           | 6.227                            | 5.680                            | 1.671,19                         | 7,1                              | 109,63                           |
| 65.71.04.1003 | Juata Kerikil         | Tarakan Utara    | 6.782       | 7.320                     | 7.486                     | 7.645                            | 4.028                            | 3.617                            | 1.211,03                         | 6,3                              | 111,36                           |

## Wirtschaft und Verkehr
Kalimantan, das im Wesentlichen seit der niederländischen Kolonialzeit von seinen Ölreserven und von Holzwirtschaft lebt, findet mit Tarakan eine Industriestadt, die sich besonders an der Ölwirtschaft orientiert. Sie folgt damit den Beispielen der Städte und Regionen um Balikpapan, Bontang oder auch Tanjung. Stadt und Landschaft sind von dieser Vorgabe geprägt und deshalb auch wichtiger Warenverkehrsknotenpunkt im Land. Weiterhin wird in wesentlich geringerem Ausmaß noch Erdgas gewonnen. Der Abtransport der Erzeugnisse bereitet insoweit noch Probleme, als zahlreiche logging roads (Schneisen zum Abtransport von Holz) der Ölwirtschaft kaum dienen können, Pläne für eine brauchbare Infrastruktur allerdings rar sind. Der Trans-Kalimantan-Highway ließe sich zwar planen, aber unter den gegebenen Umständen schwer realisieren.

## Tourismus
Reisende zwischen den malaiischen und den indonesischen Regionen Kalimantans bedürfen eines Visums. Die Stadt verfügt über einen Flughafen, den Juwata Airport.

## Tarakan als Namensgeber
1976 wurde der Marskrater Tarakan nach der Stadt benannt.